# Chrysopilus andersoni
Chrysopilus andersoni är en tvåvingeart som beskrevs av Emery Clarence Leonard 1930. Chrysopilus andersoni ingår i släktet Chrysopilus och familjen snäppflugor. Inga underarter finns listade i Catalogue of Life.